# Erick Lantin
Erick Lantin, né en 1963 à Nérac, est un illusionniste français qui a reçu un Mandrake d'or.

## Biographie
Après avoir découvert la Magie, dès l'âge de 16 ans, il parcourt l'Aquitaine et crée ses premiers tours. À 23 ans, il rencontre Valérie Beaulieu, née le 12 octobre  à Saint-Denis, alors jeune fille de 19 ans, deviendra sa partenaire et sa compagne. L'un et l'autre, passionnés d'animaux sauvages, se tournent vers la grande illusion en en faisant apparaître ou disparaître sur scène.

## Carrière
Dans les années 1990, ils adoptent leur premier léopard Yalta. Yalta a été la mascotte du Club Dorothée, a participé à plusieurs programmes TV notamment présentés par Michel Field, Patrick Sabatier et Vincent Perrot. Ils possèdent plusieurs fauves. Ils se produisent à Paris (Folies Bergère, Casino de Paris, etc. mais aussi au Japon, en Chine.
Ils sont au générique du film de Woody Allen, Magic in the Moonlight. En 2014, ils obtiennent la plus haute récompense : le Mandrake d'or.
Le couple vit à Vianne (Lot-et-Garonne).